# Hôtel de Calvet de Montolivet
L'hôtel de Calvet de Montolivet, appelé à tort hôtel du prince de Conti, est un bâtiment situé à Villeneuve-lès-Avignon, dans le département du Gard. 

## Histoire
La famille Calvet s'implante à la fin du XVIe siècle dans la partie sud de l'enclos cardinalice de la livrée de la Thurroye. Elle va racheter plusieurs propriétés issues du démembrement de la livrée. Pierre Calvet, notaire royal, puis juge, a acheté une cave située au-dessous de la salle de Turin, ancien tinel de la livrée, construite par Guy de Boulogne. La salle de Turin était divisée entre plusieurs propriétaires qui ne l'ayant pas entretenue, ont été obligés de vendre les murs à son fils, Antoine Calvet, après un long procès. 
Antoine Calvet, jurisconsulte, a acheté en 1657 les ruines d'une partie de la livrée correspondant à l'ancienne salle de Turin. Dans les années 1660, ce même Antoine Calvet confie à l'agence des architectes Royers de la Valfenière la construction de leur hôtel dans le tiers méridional de l'ancien enclos cardinalice.
Les façades, la toiture de l'hôtel et la pièce et la cheminée avec leur décor de gypseries au premier étage, ont été classées au titre des monuments historiques le 26 octobre 1981, l'hôtel dans sa totalité, sauf les parties classées, est inscrit au titre des monuments historiques le 27 mars 2002.